# 防空緑地
防空緑地（ぼうくうりょくち）とは、1941年（昭和16年）11月25日の防空法改正法により指定された緑地のこと。都市に対する空襲被害が出た場合の避難場所として、また延焼を防ぐ目的で作られた。
1930年代、欧米と日本では戦時下に都市を空襲からいかに守るかという防空対策が都市計画の課題となった。1939年7月に内務省は防空土木一般指導要領を定め、鉄道をはじめとして公園緑地、都市計画にいたるまで詳細な対策を指示、このうち都市計画については市街地を広幅員道路、河川、公園緑地等によって適当な大きさの防火区画に分割することが指示されている。この考え方は今日の防災都市計画と同一である。
都市計画東京地方委員会は1939年（昭和14年）より防空的視点にたった東京の改造プランの検討を開始し、これをもとに内務省は翌1940年9月、東京防空都市計画案大網を決定している。東京緑地計画協議会(会長は内務省次官)が内務大臣に東京緑地計画の大綱を答申したのが日本で最初で最大の地方計画であった。これを受けて14年度予算から、六大都市と北九州地域で公園の用地買収に対して国庫補助が開始された。さらに翌15年には都市計画法が改正されて緑地が都市計画施設に加えられ、京浜、京阪神、中京の三大主要地域の緑地事業に対しても用地買収の国庫補助が認められた。
この中で幅員100m以上の防空帯によって市街地を防空ブロックに分割する方針が示されている。さらに蒲田、足立などを採用とした具体的に防空帯計画の試案が策定されている。
防空緑地は、都市の空襲対策など防空に資する緑地であるが、都府県の予算上は皇紀2600年記念事業としてうまく便乗。小さな公園でさえできない時代に、大きな緑地を取るために利用した。その成果は、わずか3年間で公園(小緑地)は96箇所483ha、緑地(大緑地)は20箇所2,117haも整備されたのである。
1941年（昭和16年）11月の防空法改正により、一定区域を空地に指定することができるようになった。1942年（昭和17年）10月の閣議決定で、市街地内には防空空地、外周部には環状地帯を指定し、1943年度よりその用地買収に国庫補助することとなった。1943年3月30日、全国に先駆けて東京（昭和18年3月30日・内務省告示第180号）及び大阪（昭和18年3月30日・内務省告示第181号）で防空空地の指定が告示されたが、東京の防空空地帯は東京緑地計画(詳しくは緑地の項参照)を踏襲する形で、外環状帯を設定していて内環状帯は新規に計画されている。
なお、市街地建築物法（大正８年４月５日法律第37号）において空地地区が規定されているが、これは、主務大臣が定める区域に従って、敷地面積に対する床面積の割合の制限を定めたものである（詳細は空地を参照）。軍部は大緑地の一部が防空飛行隊などの防空陣地の役に立つかと考えていたが、情勢が悪化して以降は軍は造れと言うだけであったので、国側も何kmおきに高射砲陣地が必要で、面積は四千坪必要だという標準は示したが、軍部も内容にはそれ以上口を挟むことはなかった。
防空法は戦後廃止されたが、防空空地帯の大部分は1946年（昭和21年）に公布された特別都市計画法による緑地地域に指定され、緑を保存し市街地化を防止するという思想が継承された。実際太平洋戦争終結後はそのまま公園になったものが多く、主要なものに東京都世田谷区の砧公園、同板橋区の城北中央公園、同足立区の舎人公園、ほかに神代、小金井、水元、駒沢、横浜の保土ヶ谷、川崎の生田、名古屋の五大緑地（牧野ヶ池、大高、小幡、庄内川、相生山）、大阪府の大阪四大緑地（服部・鶴見・久宝寺・大泉）と長居、京都の宝ヶ池、尼崎の武庫、北九州の中央など、今日大緑地として残っている大部分はこの防空緑地(大緑地)で確保された。また防空緑地同士を結ぶ疎開地帯は、主に道路になった。防空空地は、計画が決定された場合は戦後の復興計画に反映したところが多い。しかし、制度は、戦後の復興都市計画制度には反映しなかった。戦後の新制度である緑地地域は、建蔽率を著しく低くするものの建築を全く禁止するものではなく、公園等として都市計画指定したところにも木造住宅が建設され、緑の空間は次第に失われていった。そして緑地帯の農地解放政策と、この緑地地域への住宅の侵入が続き、1969年に最終的に廃止されている。